# Juan Galicia
Juan Galicia (San Luis, Colombia; 4 de abril de 1986) es un exfutbolista colombiano. 

## Clubes
| Club                | País                | Año                 | Partidos | Goles |
| ------------------- | ------------------- | ------------------- | -------- | ----- |
| Boyacá Chicó        | Colombia            | 2006-2013           | 242      | 8     |
| Fortaleza           | Colombia            | 2014                | 10       | 1     |
| Parrillas One       | Honduras            | 2014                | 5        | 0     |
| Real Cartagena      | Colombia            | 2015                | 2        | 0     |
| Total en su carrera | Total en su carrera | Total en su carrera | 259      | 9     |

## Palmarés

### Campeonatos nacionales
| Título          | Club         | País     | Año  |
| --------------- | ------------ | -------- | ---- |
| Torneo Apertura | Boyacá Chicó | Colombia | 2008 |